# Реакція Перкіна
Реа́кція Пе́ркіна — метод синтезу β-арилакрілових кислот (коричної кислоти, її похідних та аналогів) взаємодією ароматичних альдегідів з ангідридами карбонових кислот у присутності каталізаторів основного характеру (лужних солей карбонових кислот, третинних амінів тощо). Розроблено Вільямом Перкіним в 1868 році.
Реакція протікає за механізмом: